# Саутбенк (Вікторія)
Саутбенк (англ. Southbank) — один з районів Мельбурна, Вікторія, Австралія, розташований на південь від річки Ярра.  Населення району становить 9364 чоловік.

## Історія
До приходу сюди європейських поселенців територія району була цілковито під контролем австралійських аборигенів.
Із приходом сюди європейців в районі почали зводитись, насамперед, індустріальні об’єкти, деякі з яких збереглись до наших часів. Тут було збудовано перший порт у Мельбурні.  

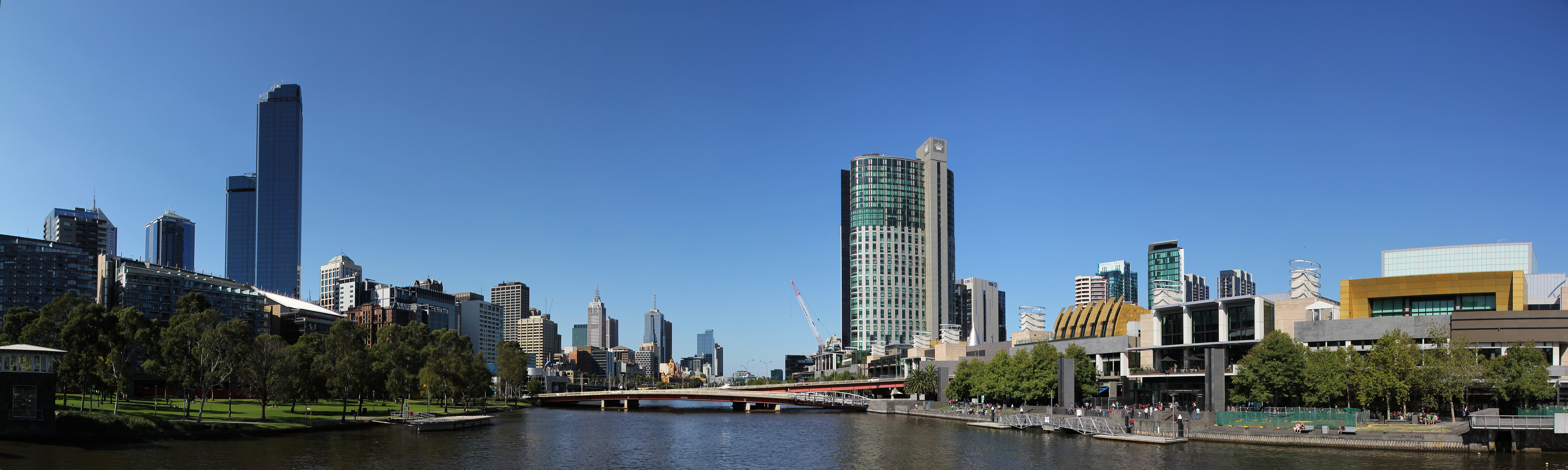
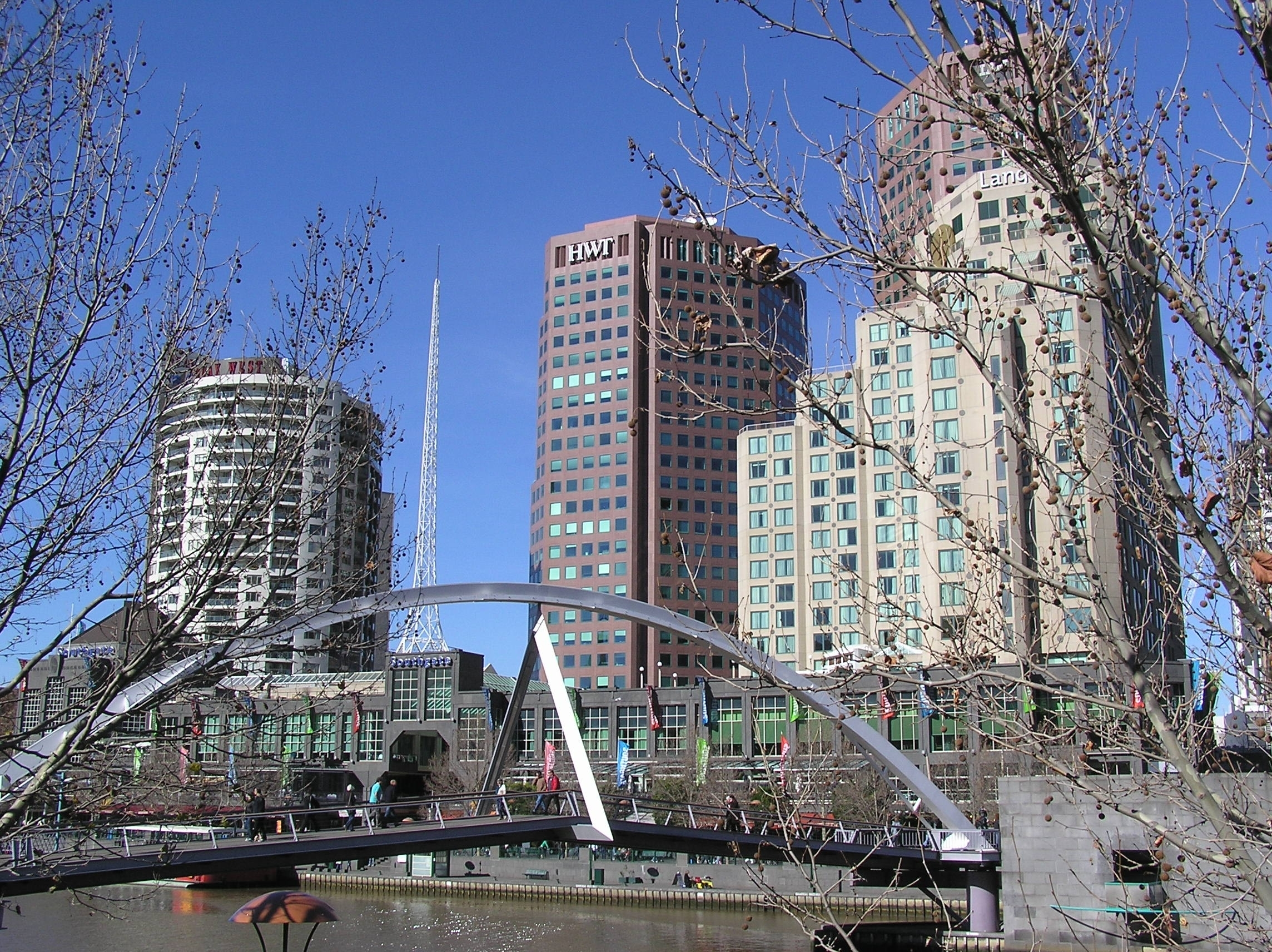